# Biblioteca Honório Monteiro

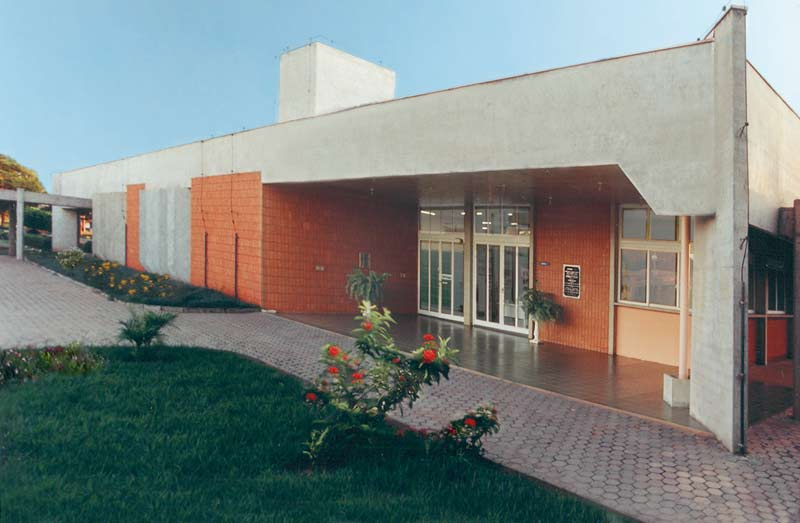
Entrada da biblioteca do curso de Odontologia.

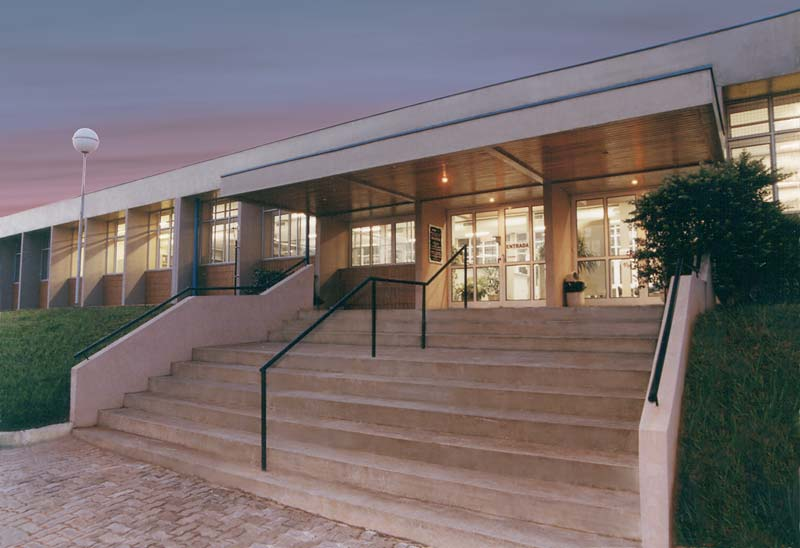
Entrada da biblioteca do curso de Medicina Veterinária.

A Biblioteca "Honório Monteiro" (FOA/UNESP) é uma Biblioteca criada para atender aos cursos de Odontologia da Faculdade de Odontologia de Araçatuba. A Biblioteca é uma unidade de informação especializada em Odontologia, localizada na cidade de Araçatuba, São Paulo, Brasil. Vinculada à Faculdade Farmácia e Odontologia de Araçatuba criada pela lei 2.633, de 20 de janeiro de 1954.
A Biblioteca oferece:
- Acesso a livros, periódicos, teses, TCCs e outros recursos de informação relacionados à odontologia e áreas afins;
- Espaços de estudo e salas de leitura;
- Equipamentos multimídia;
- Serviços de empréstimo, renovação e reserva de livros;
- Orientação e suporte para pesquisas.
Criada em 1956, tem seu acervo especializado em Odontologia e suas atividades são subordinadas à direção da Faculdade e à Coordenadoria Geral de Bibliotecas da Unesp, com a seguinte configuração administrativa:
1. Diretoria Técnica de Biblioteca e Documentação - DTBD; [1]
2. Seção Técnica de Aquisição e Tratamento da Informação (STATI);
3. Seção Técnica de Referência, Atendimento ao Usuário e Documentação (STRAUD).

## História
Criado em 1956 com a instalação dos cursos de Odontologia e Farmácia em Araçatuba. Iniciou as suas atividades 1957. A sua criação fundamentou-se na Lei de Organização Didática e Administrativa n.4221, de 15 de outubro de 1957.
Até 1969 a Biblioteca da FOA não tinha um nome. Mas, no dia 29 de março de 1969, a nossa Biblioteca ganha um nome. O nosso homenageado é o prof. dr. Honório Monteiro, sendo assim, o nosso patrono.
Com a criação da UNESP,  em 1976, a Biblioteca Honório Monteiro se integrou às bibliotecas dos institutos isolados cuja união resultou na UNESP, compartilhando assim todo o seu acervo.
Com a criação, em 1988, do curso de Medicina Veterinária no campus de Araçatuba, a biblioteca começa atender os discentes, docentes e pesquisadores deste curso também.
Em 13 fevereiro de 1993, a biblioteca passou a atuar como um dos centros cooperantes da Rede Brasileira de Informação em Ciências da Saúde para a Área de Odontologia, da Rede Latino-Americana e do Caribe de Informação em Ciências da Saúde/BIREME/OPAS/OMS.
No dia 10 de agosto de 1999, inauguraram-se dois novos prédios para abrigar o acervo da biblioteca, uma para o acervo de Odontologia, e a outra, o acervo da Medicina Veterinária. A biblioteca do curso de Odontologia conta com uma área de 1.000 m², e a da Medicina Veterinária, 500 m².
Em 2011, após o estudo de viabilidade e apresentação do projeto junto a Reitoria, foi criada a FMVA - Faculdade de Medicina Veterinária da UNESP, Campus de Araçatuba. Com isso, a estrutura da biblioteca do curso de Medicina Veterinária, torna-se independente, passando a ser gerida por estrutura própria.

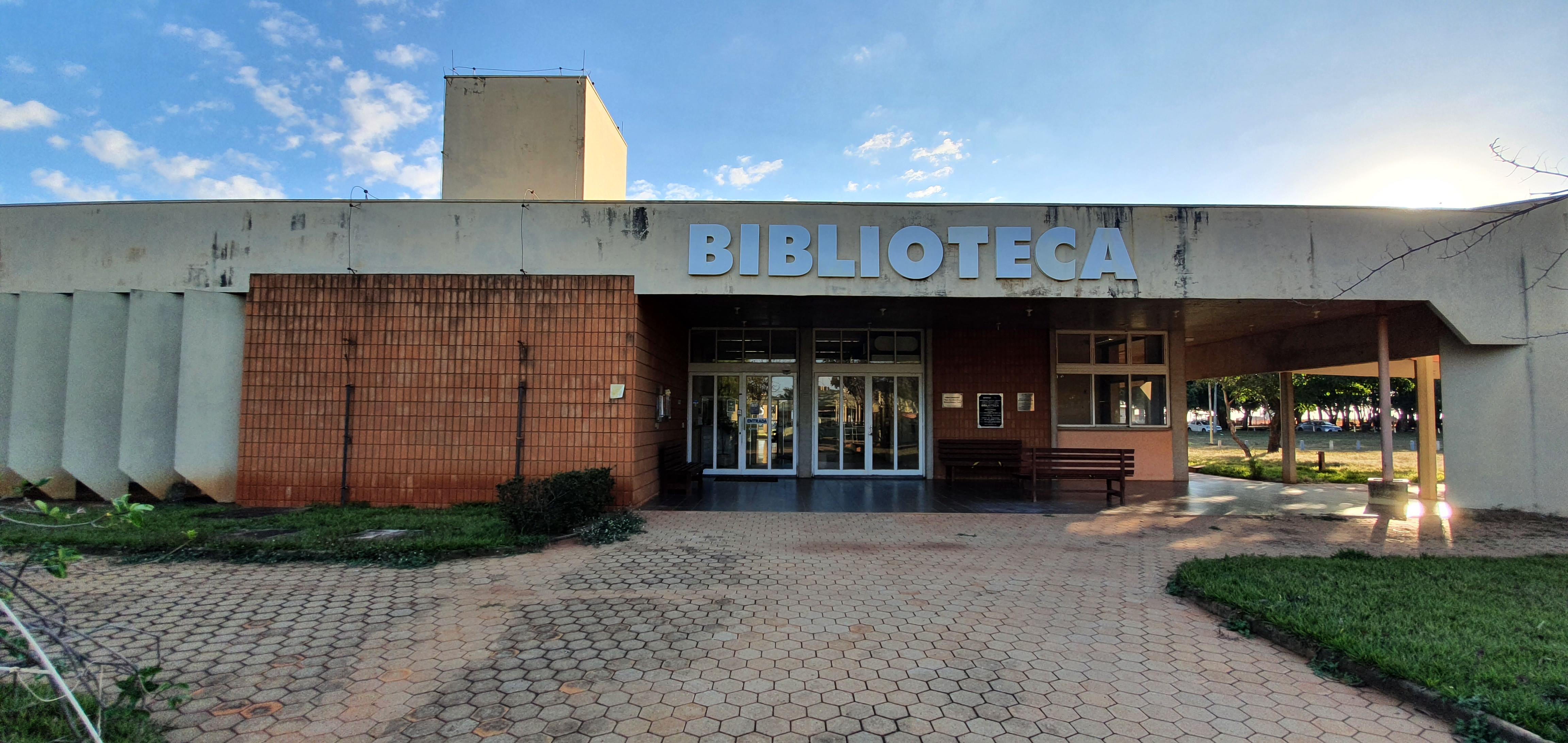
Fachada atual da Biblioteca

Atualmente a biblioteca é parte integrante da rede de bibliotecas da UNESP — que tem 33 bibliotecas, distribuídas em 23 cidades de São Paulo, entre as unidades universitárias e experimentais.

## Patrono

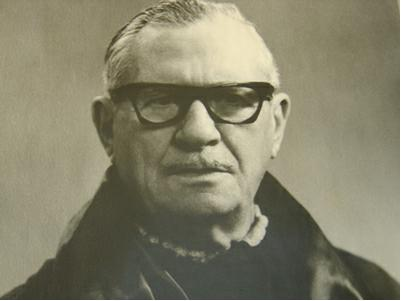
Foto de Honório Fernandes Monteiro.

O patrono da biblioteca é o professor Honório Fernandes Monteiro (1894—1968).

### Consultas
A consulta local é franqueada ao público em geral.

### Empréstimos
Domiciliar
O empréstimo domiciliar é facultado à comunidade universitária que possua vínculo institucional com a Universidade. O número de volumes e o prazo para empréstimo devem ser observados no Regulamento. As obras de referência (índices, abstracts, dicionários, enciclopédias, etc.), por se tratarem de obras destinadas a consulta de informação rápida, são obras exclusivamente para consulta local.
Empréstimo Entre bibliotecas
O serviço consiste no empréstimo de publicações não localizadas em nosso acervo. O prazo de empréstimo é estabelecido pela biblioteca fornecedora da publicação, sendo imprescindível à devolução da obra no prazo estabelecido.

### Intercâmbio de publicações
Doação ou permuta de publicações bibliográficas da unidade ou da Universidade.

### Treinamentos
A Biblioteca oferece à comunidade um programa de treinamentos no uso dos recursos informacionais disponíveis na Rede de Bibliotecas da UNESP. O treinamento consiste em atender às necessidades dos usuários, no conhecimento das fontes bibliográficas à pesquisa em bases de dados nacionais e internacionais, o uso da Internet como instrumento de pesquisa até a elaboração e normalização de trabalhos científicos.

### Acesso ao catálogo automatizado da Rede de Bibliotecas da Unesp
O Catálogo Athena disponibiliza o acervo de livros, teses, dissertações, títulos de periódicos com suas respectivas coleções, etc.

### Visitas orientadas
Destinada à orientação de alunos, professores e pesquisadores de diferentes instituições e áreas, sobre a utilização do acervo os serviços disponíveis na Biblioteca.

### Anfiteatro

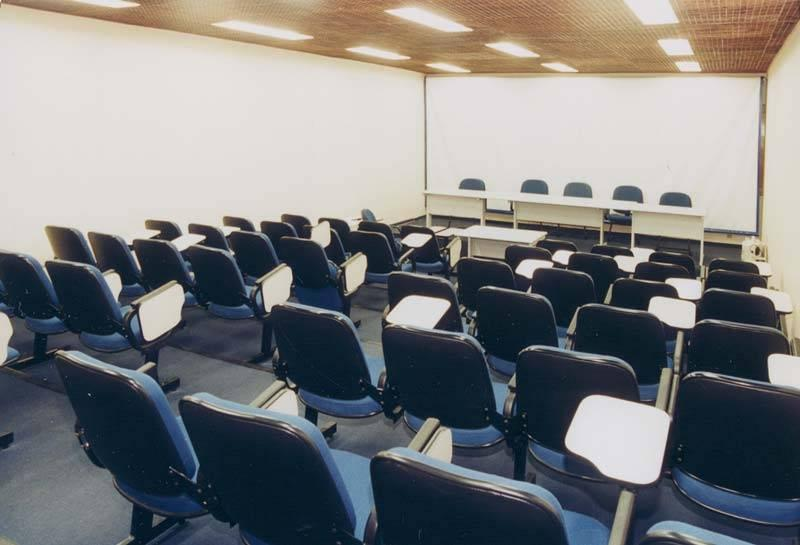
Anfiteatro da Biblioteca da odontologia

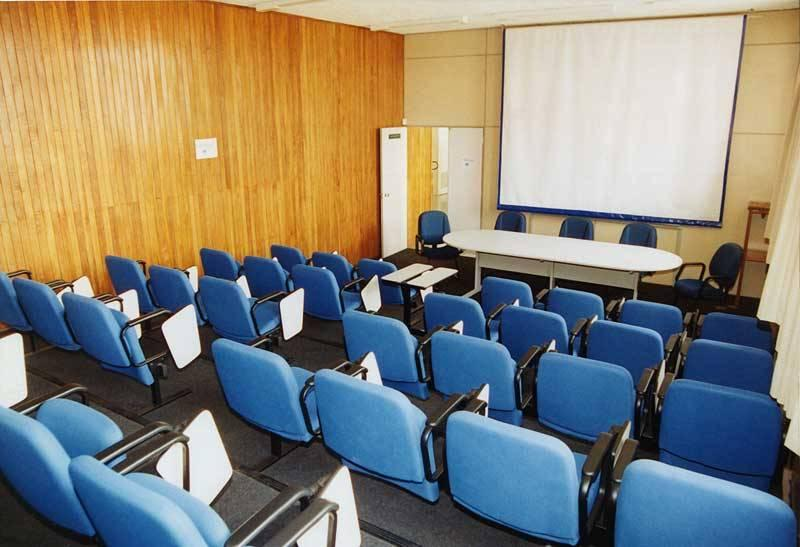
Anfiteatro da Biblioteca da veterinária

O anfiteatro é de uso restrito para palestras, cursos, aulas, seminários, etc. Voltadas à atividades acadêmicas dos cursos da Faculdade.

### Boletim virtual de novas aquisições
Divulgação no site da biblioteca das obras incorporadas ao acervo.

## Padrões
Para o processamento técnico do acervo, adotamos o seguinte: a  Classificação Decimal de Dewey (CDD), a Classificação de Black, o Código de Catalogação Anglo-Americano2 (CCAA2) e o formato MARC United States Machine-Readable Cataloging (USMARC).